# Sujirat Pookkham
Sujirat Pookkham (15 de marzo de 1986) es una deportista tailandesa que compite en bádminton adaptado. Ganó cuatro medallas en los Juegos Paralímpicos de Verano, en los años 2020 y 2024.

## Palmarés internacional
| Juegos Paralímpicos | Juegos Paralímpicos | Juegos Paralímpicos | Juegos Paralímpicos |
| Año                 | Lugar               | Medalla             | Prueba              |
| ------------------- | ------------------- | ------------------- | ------------------- |
| 2020                | Tokio (Japón)       | Medalla de plata    | Individual WH1      |
| 2020                | Tokio (Japón)       | Medalla de bronce   | Dobles WH1-WH2      |
| 2024                | París (Francia)     | Medalla de plata    | Individual WH1      |
| 2024                | París (Francia)     | Medalla de bronce   | Dobles WH1-WH2      |